# ناوگان بازرگانی

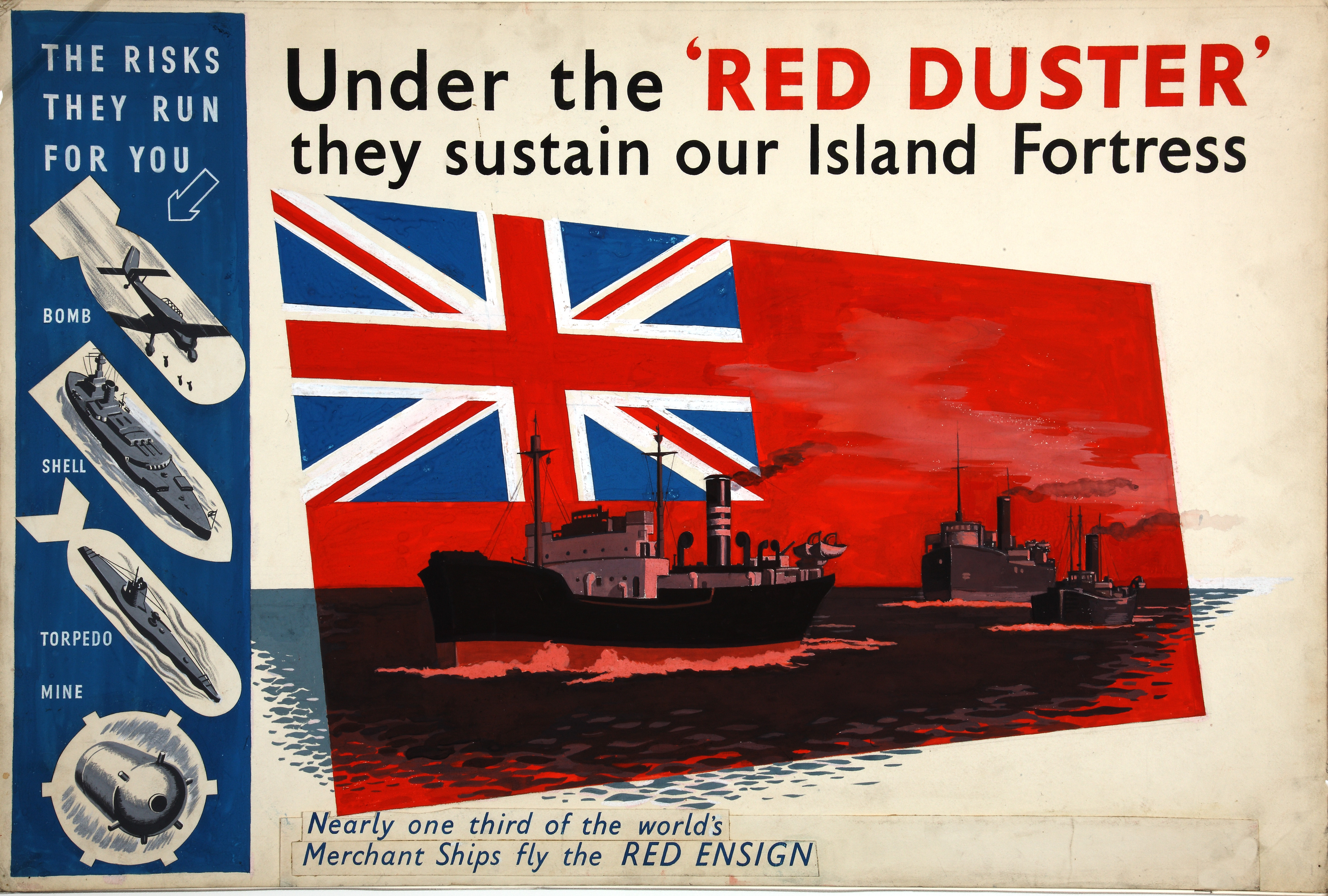
پروپاگاندای بریتانیا در جنگ جهانی دوم، نقش نیروی دریایی بازرگانی بریتانیا را در حفظ تلاش‌های جنگی متفقین برجسته کرد.

ناوگان بازرگانی (انگلیسی: Merchant navy) یا ناوگان تجاری عنوان کشتی یا کشتی‌هایی است که در یک کشور خاص، تحت عنوان کشتی تجاری به ثبت رسیده‌اند. ملوانان (در رده‌های مختلف) ناوگان‌های بازرگانی و همچنین اتحادیه‌های کارگری دریایی طبق کنوانسیون اس‌تی‌سی‌دبلیو که «مبدع استانداردهای آموزش، ارائهٔ گواهینامه و دیده‌بانی دریانوردان می‌باشد» ملزم به حمل اسناد تجاری دریایی هستند.
ناوگان بازرگانی، با توجه به شرایط موجود، می‌تواند عملکرد و قابلیت‌های متفاوتی داشته باشد؛ به‌طور مثال، کشور استرالیا در طول جنگ جهانی اول از این دسته از کشتی‌ها برای خدمات حمل و نقل، کشتی بیمارستانی و کشتی باری استفاده می‌کرد. در طول جنگ جهانی دوم نیز علاوه بر موارد ذکر شده، این رسته از کشتی‌ها تحت عنوان کشتی کمکی یا رزم‌ناوهای تجاری مسلح به خدمت پرداختند.